# Huinay
Huinay es una localidad costera que pertenece administrativamente a la comuna de Hualaihué, Provincia de Palena, Región de Los Lagos, Chile. 
Huinay se sitúa en el sector este del Fiordo Comau ubicado al sur de la desembocadura del estuario formado por los ríos Lloncochaigua y Huinay.
En las proximidades se encuentran la Caleta Loncochalgua y el Centro de Investigación Científica Huinay de propiedad de la Fundación Huinay, creada por ENDESA y la Universidad Católica de Valparaíso el año 2001 y propietaria además de un fundo de 34.000 hectáreas que rodean a Huinay.
Antes del traspaso de estas propiedades a la Fundación Huinay, la escuela rural Huinay tenía el año 1997 niños y de acuerdo al crecimiento las autoridades de la época proyectaron la creación de una escuela para albercar hasta 44 alumnos. Sin embargo, el proceso de despoblamiento del Fiordo Comau producto de las presiones ejercidas el desarrollo de parques privados provocó que el año 2001 solo quedaran 11 alumnos. En este proceso más de 1.400 personas fueron relocalizadas de distintas localidades hasta Hornopirén.
Actualmente, la escuela de Huinay sigue en el sector y comparte actividades ambientales con empresas del sector.